# 印度式腌菜

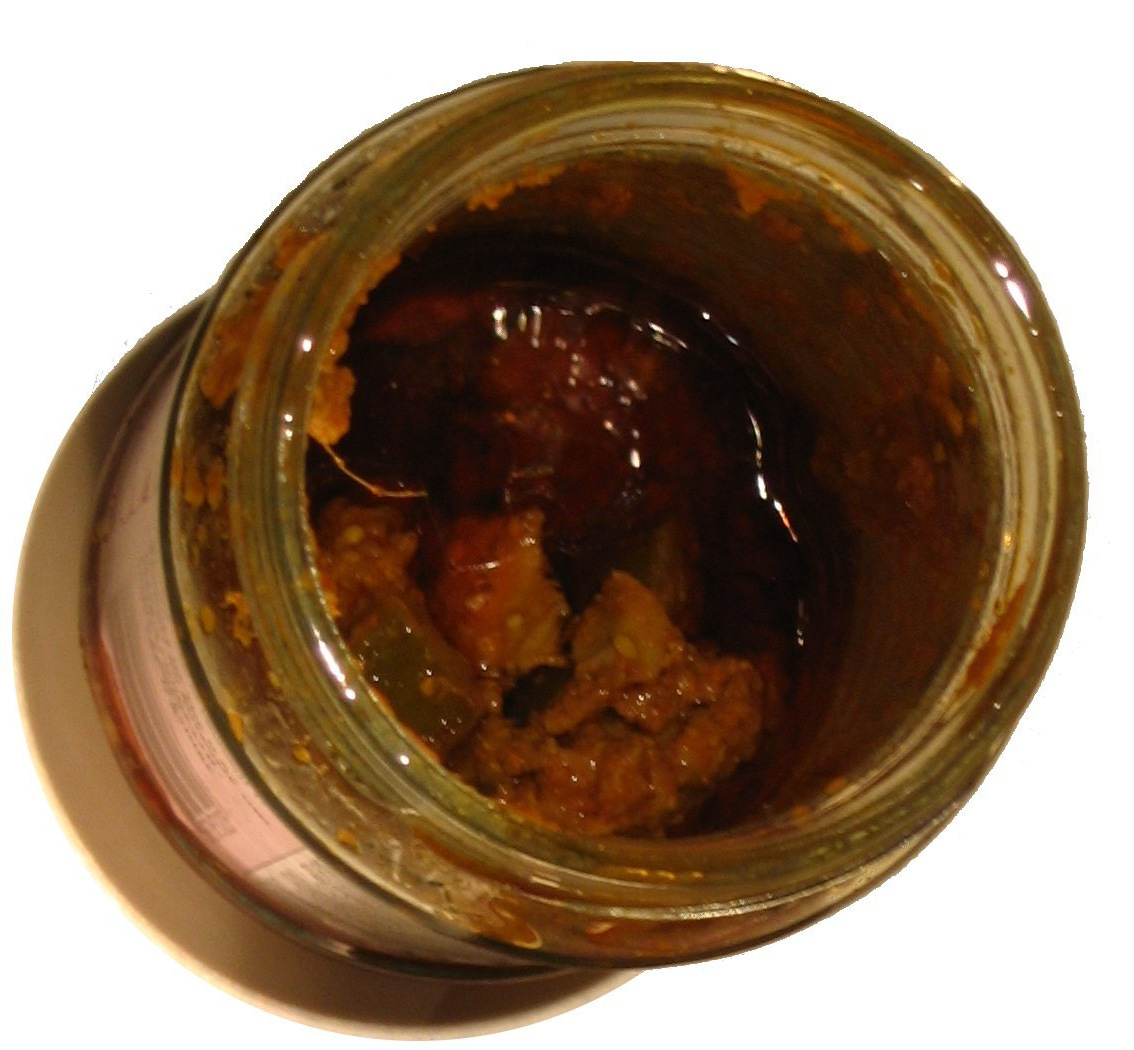
印度腌菜

印度的印度式腌菜法是一个古老的腌製食物艺术。印度式腌製法与欧洲和東亞的各式腌製法蛮不同，那就是印度式腌菜法是用油来完成的，不是用醋。这些腌製法做出的腌菜也是巴基斯坦与孟加拉的一部份风味菜肴。